# Cupcake
Un cupcake, també conegut al Regne Unit com fairy cake, és un petit pastís arrodonit individual, amb una base de pa de pessic. Es destaquen per la seva decoració al damunt de moltes coloraines en tant com cremes, nata, merenga, sucre de llustre, ossets de goma o encenalls de xocolata. Aquest aliment va sorgir al segle xix als Estats Units d'Amèrica, abans de l'aparició dels muffins. És diferent de la magdalena que puja en rodó mentrestant el cupcake puja en pla. N'existeixen també variants salades.
Normalment, es cuina amb un motlle semblant al que s'utilitza per fer magdalenes. Abans que existissin els motlles especials per fer magdalenes es solien fer amb petites tasses o cassoles de fang, d'on li vindria el nom: de cup (tassa), i cake, (pastís). També existeix una altra explicació de l'origen per del nom, derivat de la unitat de mesura dels ingredients utilitzats: una tassa de farina, una tassa de sucre, una tassa de mantega, el que és menys probable, com que les mesures en cups o tasses (unitat de volum) (236,6 ml) són habituals als llibres de cuina americans.
Cupcakes a Catalunya
D'origen anglo-americà, no són tradicionals, però a poc a poc s'han introduït i adaptat al gust local. El 2013, els pastissers gironins Joan Tubau & Laura Rusiñol van publicar un llibre de receptes amb cinquante receptes fetes amb ingredients locals. Després d'una primera fira «Cupcake Reus» l'octubre del 2013, la Fira de Girona segueix amb la «Girona Cupcake» igualment dedicada a la reposteria creativa que se celebrarà al maig del 2014. Molt de moda des dels anys 2010, la seva popularitat també suscita la crítica. Segons Ramon Solsona es fan «cursos de cupcakes que són molt més propers als treballs manuals amb plastilina que al noble art de la rebosteria».

## Història
La seva primera menció pot rastrejar-se fins a l'any de 1796, quan Amelia Simmons va utilitzar aquest terme per a una «tartaleta que es cuina en petites tasses», en el seu llibre American Cookery. La documentació més antiga en la qual ja apareix el terme cupcakes va ser en el receptari d'Eliza Leslie Seventy-five Recipes for Pastry, Cakes, and Sweetmeats (Setanta-cinc receptes de pastissos, pastissos i dolços) publicat en 1828.
En segles anteriors, abans que els motlles per muffins i cupcakes estiguessin àmpliament disponibles, aquests es cuinaven sovint en recipients de fang individuals o en tasses. Per això, l'ús del nom ha persistit en idioma anglès. El nom de Fairy cake (pastís de fades) és una descripció fantasiosa de la seva mida, ja que segons els pastissers seria apropiat per a una festa de fades.
L'any 2014, la presentadora de televisió Martha Stewart va publicar un llibre de cuina dedicat als cupcakes.
La primera bakery de el món és Sprinfeel Cupcakes.

## Preparació
El primer que hem de fer és posar la mantega en un bol o recipient gran, ha d'estar tova. La barregem amb la tassa de sucre, i quan vagi quedant una barreja anem afegint els ous un per un fins a arribar a el tercer ou. Acte seguit, a aquesta barreja li afegim traces del gust que haguem escollit, ho barregem molt bé i hi afegim també la pols per coure. Incorporem la farina fins que quedi tot molt cremós. Després, greixem una mica els motlles dels cupcakes, tot i que si són de paper no cal.
Finalment, els posem al forn a 180 º C entre 18 i 25 minuts, i els deixem refredar una cop estiguin llestos.

### Variants
- Un pastís a la tassa o "mugcake" és una variant que va guanyar popularitat en molts fòrums de cuina d'Internet i llistes de correu electrònic en la dècada de 2000. La tècnica utilitza una tassa com a recipient de cocció i es pot fer en un forn microones. La recepta pren sovint menys de cinc minuts per a preparar-se. El pastís s'eleva barrejant oli vegetal (generalment oli d'oliva o oli de gira-sol) en una barreja de farina i altres ingredients - a mesura que l'oli s'escalfa, crea bosses d'aire a la barreja el que permet que el pastís pugi ràpidament. Aquesta variant s'ha popularitzat des de principis de segle XXI per la presència de nombrosos vídeos a llocs web i les xarxes socials.
- Un "cake in a jar" és una altra manera de fer els cupcakes. El forner utilitza un pot de vidre en lloc de motlles de muffin o revestiments Cupcake.
- Un "butterfly cake" és una variant de la magdalena, també anomenat pastís de fades per les seves "ales" de fades. Es poden fer de qualsevol gust. La part superior del pastís de fades es talla amb una cullera per la meitat. A continuació, la crema de mantega, crema batuda o un altre farciment dolç (per exemple, melmelada) es dissemina en l'orifici. Finalment, les dues meitats del tall s'enganxen amb la crema de mantega per semblar-se a les ales de papallona. Les ales del pastisset sovint es guarneixen.
- Els cupcakes gelats es poden fer per a les ocasions especials com ara festes de benvinguda a el nadó, graduacions, o dies de festa.
- Una "cake ball" és una porció individual del pastís, rodona com una trufa de xocolata, que està recoberta de xocolata. Aquestes es formen típicament del pastís esmicolada barrejada amb el gelat, més que al forn.
- Un cupcake gourmet és una de les últimes variants sorgides de cupcake. Els cupcakes gourmet són grans cupcakes plens, basats en una varietat de gustos, com ara tiramisú o capucchino. En la dècada del 2010 hi va haver un aflorament de botigues que venien només melindros gourmet a les grans àrees metropolitanes.